# Hospital General Universitario Los Arcos del Mar Menor
El Hospital General Universitario Los Arcos del Mar Menor es un complejo hospitalario gestionado por el Servicio Murciano de Salud, organismo perteneciente a la Consejería de Salud de la Comunidad Autónoma de la Región de Murcia. Está situado en el municipio de San Javier. Su abreviatura oficial es HULAMM.

## Historia
El primitivo edificio provenía del antiguo Hotel Los Arcos, que fue reconvertido en hospital en 1979. Fue adquirido por la Región de Murcia en el año 1984, y estaba situado en el Paseo de Colón de Santiago de la Ribera. Actualmente, el edificio es utilizado por la Escuela de Piragüismo del municipio.
El 16 de marzo de 2011, se inauguró el nuevo hospital situado en el Paraje Torre Octavio. Se trata de un gran complejo hospitalario, construido en una parcela de 100.000 m² cedida por el Ayuntamiento de San Javier, y dotado con nuevas tecnologías en pruebas diagnósticas, sistemas informáticos, y de información y comunicación.

## Dimensiones
El complejo hospitalario cuenta con una superficie construida de 61.352 m², y una capacidad máxima de 329 camas. Tiene dos niveles de acceso separados por una planta, y cuatro plantas de altura. Las dos plantas superiores están ocupadas por las unidades de hospitalización, áreas de consulta externa, gabinetes y despachos asistenciales. Esta disposición facilita la agrupación de todas las áreas asistenciales y de trabajo de los servicios, la optimización de los recursos humanos y la minimización de las circulaciones. Es un edificio sostenible, pues cuenta con una doble piel de placas fotovoltáicas que proporcionan energía renovable.

## Área de influencia
El Hospital General Universitario Los Arcos del Mar Menor abarca un área de influencia de unos 106.466 habitantes. Presta servicio al área de salud de referencia VIII (Mar Menor), que engloba los municipios de Los Alcázares, San Javier, San Pedro del Pinatar y Torre-Pacheco.
Algunos municipios de la Comunidad Valenciana limítrofes con la Región, como Pilar de la Horadada, han solicitado ser atendidos en este hospital por proximidad.

## Cartera de servicios

### Área Médica
- Alergia
- Cardiología
- Digestivo
- Hematología
- Medicina Interna
- Neonatología
- Neumología
- Neurología
- Pediatría
- Reumatología

### Área Quirúrgica
- Cirugía General y Digestivo
- Dermatología
- Obstetricia y Ginecología
- Oftalmología
- Otorrinolaringología
- Traumatología y Cirugía Ortopédica
- Urología

### Servicios centrales
- Análisis Clínicos
- Anestesia Reanimación
- Anatomía Patológica
- Bioquímica Clínica
- Farmacia Hospitalaria
- Microbiología
- Medicina Intensiva - MIV
- Radiodiagnóstico
- Rehabilitación
- Urgencias
- Hospital de Día Médico-Quirúrgico

## Accesos

### Por carretera
La autovía RM-1 y la vía RM-F48 disponen de acceso directo al hospital.

### En autobús
Varias líneas interurbanas de Movibus tienen parada junto al complejo hospitalario:
| Línea | Recorrido                                                                                           | Operador       |
| ----- | --------------------------------------------------------------------------------------------------- | -------------- |
| 47    | Cartagena - Los Alcázares - San Javier - Santiago de la Ribera - San Pedro del Pinatar              | ALSA (TUCARSA) |
| 48A   | San Pedro del Pinatar - Santiago de la Ribera - San Javier - Hospital Los Arcos                     | ALSA (TUCARSA) |
| 49    | San Pedro del Pinatar - Santiago de la Ribera - San Javier - Hospital Los Arcos - Balsicas - Roldán | ALSA (TUCARSA) |
| 411   | Cartagena - Torre-Pacheco - Dolores de Pacheco - San Javier - San Pedro del Pinatar                 | ALSA (TUCARSA) |